# Bianka Panovová
Bianka Panovová (Бианка Панова, * 27. května 1970 Sofie) je bývalá bulharská moderní gymnastka, devítinásobná mistryně světa a jedna z generace bulharských šampiónek nazývané v osmdesátých letech Zlatá děvčata (Златни момичета).

## Život
Připravovala se v klubu Levski Sofia pod vedením trenérky Nešky Robevové. V roce 1985 debutovala na Mistrovství světa v moderní gymnastice, kde vyhrála ve cvičení se stuhou a byla třetí ve víceboji. O rok později získala tři zlaté a jednu stříbrnou medaili na mistrovství Evropy a dvě zlaté ve finále Světového poháru. Největší úspěch zaznamenala na domácím MS v roce 1987 ve Varně, kde jako první závodnice v historii vyhrála víceboj i všechna čtyři nářadí. Za všechny své sestavy také dostala plný počet deseti bodů, tento výkon byl zapsán do Guinnessovy knihy rekordů. V olympijském roce 1988 se rozešla s trenérkou, což mělo vliv na její výkonnost. Na mistrovství Evropy vyhrála v soutěži s obručí a stuhou, ale ve víceboji byla až pátá. Na olympiádě pokazila cvičení s kužely a skončila na čtvrtém místě. Pod vedením nového trenéra, svého pozdějšího manžela Čavdara Ninova, získala na mistrovství světa 1989 tři zlaté medaile a druhé místo ve víceboji, poté ukončila závodní kariéru.
V roce 1988 účinkovala ve filmu Georgi Djulgerova AkaTaMus. Od roku 1990 působila po Evropě jako gymnastická trenérka, od roku 1993 žije s manželem a dvěma syny v Belgii a vede taneční akademii. V roce 2008 vyhrála bulharskou verzi televizní taneční soutěže Dancing with the Stars. Vydala autobiografickou knihu, v níž otevřeně popsala drastické metody tréninku, které vedly ke světové nadvládě bulharských moderních gymnastek.

## Film
- 1998: AkaTaMus, režie: Georgi Djulgerov